# Guangyuan
Guangyuan (Forenklet kinesisk: 广元; traditionel kinesisk: 廣元; pinyin: Guǎngyuán; Wade-Giles: Kuǎng-yüán) er en by på præfekturniveau i provinsen Sichuan i den vestlige del af Kina. Præfekturet har et areal på 16.313,78 km2, og befolkningen anslås i 2007 til 3.080.000 mennesker. Guangyuan ligger ved floden Jialing. 

## Kulturminder
Huangzeklostrets klippeskulpturer (广元千佛崖摩崖造像), Tusind-Buddha-klippeskulturene i Guangyuan (广元千佛崖摩崖造像) og Jianmen Shudao (剑门蜀道遗址) er opført på Folkerepublikken Kinas liste over kulturminder.

## Administrative enheder
Byprefekturet Guangyuan har jurisdiktion over 3 distrikter (区 qū) og 4 amter (县 xiàn).
| Kort                | Kort      | Kort   | Kort           | Kort                   | Kort        | Kort      |
| ------------------- | --------- | ------ | -------------- | ---------------------- | ----------- | --------- |
| Kort over Guangyuan |           |        |                |                        |             |           |
| #                   | Navn      | Hanzi  | Pinyin         | Befolkning (2004 est.) | Areal (km²) | Indb/km²) |
| Distrikter          |           |        |                |                        |             |           |
| 1                   | Lizhou    | 利州区 | Lìzhōu Qū      | 460.000                | 1.482       | 310       |
| 2                   | Yuanba    | 元坝区 | Yuánbà Qū      | 240.000                | 1.435       | 167       |
| 3                   | Chaotian  | 朝天区 | Cháotiān Qū    | 210.000                | 1.618       | 130       |
| Fylker              |           |        |                |                        |             |           |
| 4                   | Wangcang  | 旺苍县 | Wàngcāng Xiàn  | 450.000                | 2.976       | 151       |
| 5                   | Qingchuan | 青川县 | Qīngchuān Xiàn | 250.000                | 3.269       | 76        |
| 6                   | Jiange    | 剑阁县 | Jiàngé Xiàn    | 670.000                | 3.204       | 209       |
| 7                   | Cangxi    | 苍溪县 | Cāngxī Xiàn    | 770.000                | 2.330       | 330       |

## Trafik

### Jernbane
Baoji-Chengdu-jernbanen løber gennem området. Den knytter Baoji i naboprovinsen Shaanxi til Chengdu i Sichuan.

### Vej
Kinas rigsvej 212 løber gennem området. Den begynder i Lanzhou i Gansu og fører mod syd via Nanchong i Sichuan og ender i Chongqing.
32°26′N 105°49′Ø / 32.433°N 105.817°Ø